# 1700 en science
| Années de la science : 1697 - 1698 - 1699 - 1700 - 1701 - 1702 - 1703    |
| Décennies de la science : 1670 - 1680 - 1690 - 1700 - 1710 - 1720 - 1730 |

Cet article présente les faits marquants de l'année 1700 en science.

## Événements
- 26 janvier : le tremblement de terre de Cascadia[1] : vers 21 heure, un gigantesque tremblement de terre a déplacé l'actuelle côte occidentale du Canada et des États-Unis le long de zone de subduction  de Cascadia, sur plus de 966 km depuis l'Île de Vancouver jusqu'au Cap Mendocino. La magnitude de ce tremblement de terre est estimée entre 8.7 et 9.2. Il n'y a pas de témoignage écrit contemporain de cet évènement, cependant, le tsunami, qui a suivi, a touché le Japon approximativement 10 heures plus tard.
- Janvier : Edmond Halley, à bord du HMS Paramour (en), observe la convergence antarctique[2].
- 11 juillet : l'Académie royale des sciences et des lettres de Berlin est fondée par lettres-patentes ; Gottfried Wilhelm Leibniz est nommé président le 12 juillet[3]. Le décret de fondation est signé par l’électeur Frédéric Ier le 18 mars, la charte de fondation est constituée le 11 juin d'après les plans de Leibniz, mais la société n'est inaugurée officiellement qu'en 1711[4].

- Le piano ou piano-forte, conçu vers 1698 par Bartolomeo Cristofori, est répertorié dans un inventaire d'instruments de musique appartenant aux Médicis sous le nom d'arpicembalo[5].
- La clarinette semble avoir été inventée vers 1700 par le facteur de flûte allemand Johann Christoph Denner comme une modification du chalumeau, mais ce n'est pas avant la fin du XVIIIe siècle que les compositeurs incluent des clarinettes dans leurs orchestrations[6].

## Publications
- Nicolas Andry de Boisregard : De la Génération des vers dans le corps de l'homme.
- Théodore de Mayerne : Opera medica, complectentia consilia, epistolas et observationes, pharmacopeam, variasque medicamentorum formulas, Londini, R.E., 1700, posthume.
- Bernardino Ramazzini : De morbis artificum diatriba (Traité des maladies des artisans), Padoue.

## Naissances

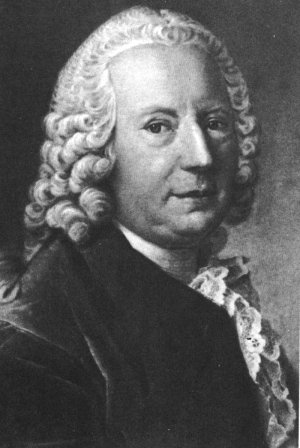
Daniel Bernoulli

- 8 février : Daniel Bernoulli (mort en 1782), mathématicien suisse.
- 7 mai : Gerard van Swieten (mort en 1772), médecin autrichien.
- 10 juin : Ewald Georg von Kleist (mort en 1748), physicien allemand.
- 20 juillet : Henri Louis Duhamel du Monceau (mort en 1782), botaniste et agronome français, inspecteur général de la marine.
- 28 novembre : Nathaniel Bliss (mort en 1764), astronome britannique.
- 19 décembre : Jean Antoine Nollet (mort en 1770), ecclésiastique et physicien français.

- William Braikenridge (en) (mort en 1762), ecclésiastique et géomètre écossais[7].
- Théodore Cornut (mort en 1750), mathématicien, géomètre et architecte français.

- Vers 1700 : Simon-Philibert de La Salle de l'Etang (mort en 1765), agronome français.

## Décès

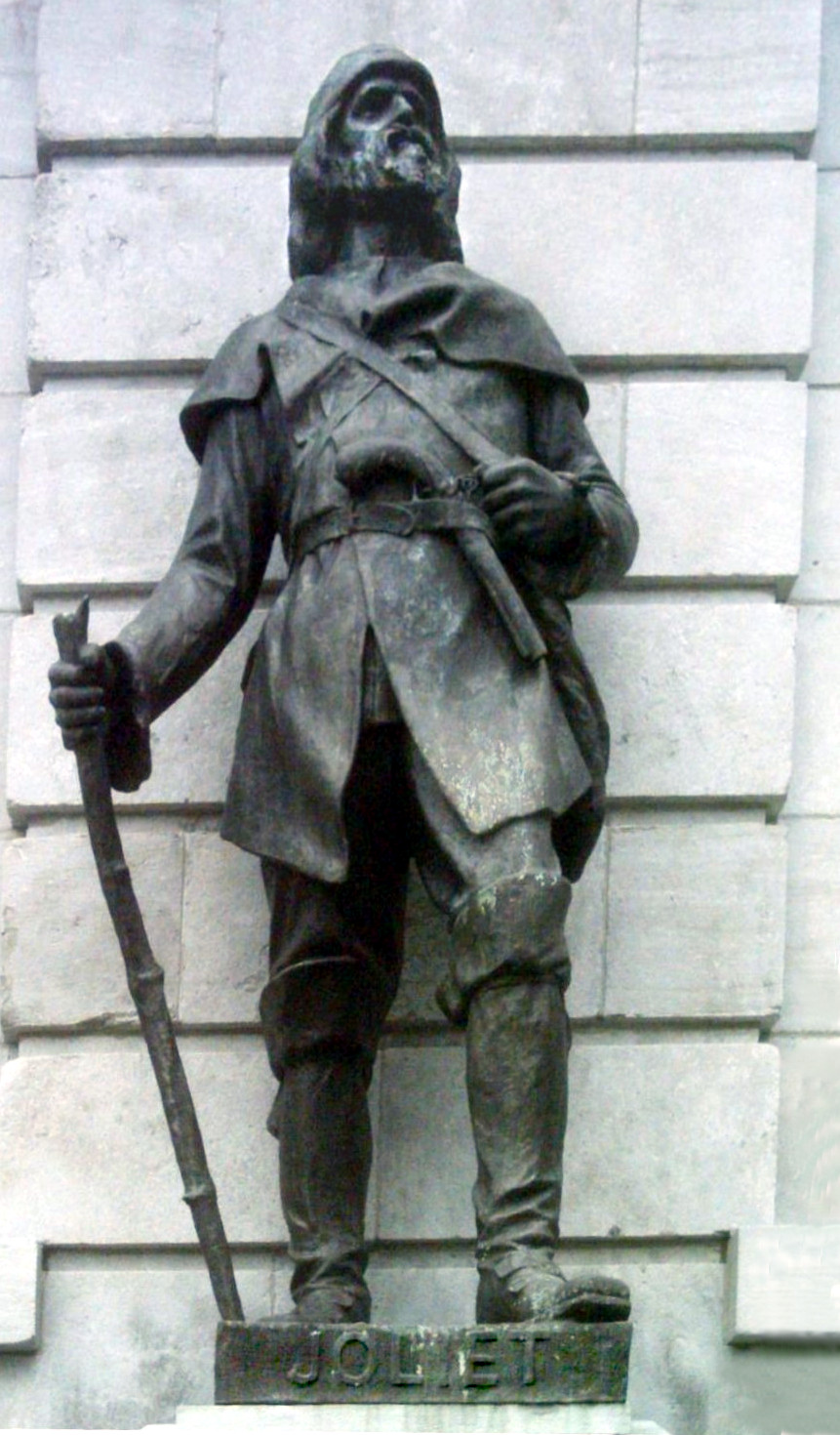
Louis Jolliet, devant l'hôtel du Parlement de Québec.

- 7 janvier : Raffaello Fabretti (né en 1618), évêque et archéologue italien.
- 17 mai : Adam Adamandy Kochański (né en 1631), mathématicien polonais.
- 22 mai : Louis Jolliet (né en 1645), explorateur canadien.
- 1er juin : Willem ten Rhijne (né en 1647), botaniste néerlandais.

- Kamalakara (né en 1616), astronome et mathématicien indien.
- John Worlidge (en) (né en 1640), agronome britannique.